# Dyschoriste keniensis
Dyschoriste keniensis là một loài thực vật có hoa trong họ Ô rô. Loài này được Malombe, Mwachala & Vollesen mô tả khoa học đầu tiên năm 2006.